# Пехар (сазвежђе)
Пехар (лат. Crater) је једно од 88 савремених и једно од 48 оригиналних Птоломејевих сазвежђа. По легенди, Аполон је гаврану дао врч и послао га да му донесе воду. Гавран је уз пут угледао дрво чије воће само што није сазрело. Сачекао је пар дана да воће сазри, појео га, а да би се оправдао, Аполону је донео водену змију и оптужио је да је блокирала прилаз извору. Аполон је прозрео лаж, а на небо поставио Гаврана, врч (Пехар) и змију (Хидра), и осудио гаврана да буде вечито жедан а поред њега пехар пун воде.

## Митологија
У вавилонским каталозима звезда који датирају из најмање 1100. године пре нове ере, звезде Кратера су вероватно биле укључене са звездама вране Корвуса у Вавилонском гаврану (MUL.UGA.MUSHEN). Британски научник Џон Х. Роџерс приметио је да суседно сазвежђе Хидра означава Нингишзиду, бога подземног света у вавилонском компендијуму MUL.APIN. Он је предложио да су Корвус и Кратер (заједно са воденом змијом Хидром) били симболи смрти и означили капију у подземни свет. Корвус и Кратер се такође појављују у иконографији митрајизма, за који се сматра да је био блискоисточног порекла пре него што се проширио на стару Грчку и Рим.

## Звезде
Пехар нема сјајних звезда, једино је делта Пехара сјајнија од четврте магнитуде (3,56). Овај наранџасти џин лежи на око 195 светлосних година од Сунца. Остале сјајније звезде овог сазвеђа, поређане по сјајности, су:
- гама Пехара — двојна звезда магнитуде 4,05, око 89 светлосних година удаљена од Сунца. Око белог патуљка се креће пратилац 11. магнитуде;
- алфа Пехара — за нијансу мање светла (магнитуде 4,08), наранџасти џин удаљен од Сунца око 174 светлосних година, са нешто бржим сопственим кретањем од оближњих звезда;
- бета Пехара — бели субџин на око 265 светлосних година од Сунца, магнитуде 4,46 око кога кружи бели патуљак мале масе.

## Објекти дубоког неба
У Пехару се налазе 4 спиралне галаксије са листе  објеката: NGC 3887, NGC 3511, NGC 3512 и NGC 3981. NGC 3511 и NGC 3512 се налазе на свега 11 лучних минута једна од друге. Све четири су релативно слабе (магнитуде 11 — 12).